# Sân bay quốc tế Francisco Sarabia
Sân bay quốc tế Francisco Sarabia (Sân bay quốc tế Torreón) (IATA: TRC, ICAO: MMTC) là một sân bay quốc tế ở Torreón, Coahuila, México. Sân bay này kết nối với các khu vực đô thị Torreon, considering Gómez Palacio và Lerdo ở bang Durango.

## Các hãng hàng không

### Nội địa
- Aero California (Ciudad Juárez, Durango, Guadalajara, Thành phố Mexico, Tijuana)
- Aeroméxico (Thành phố Mexico)
  - Aeroméxico Connect (Chihuahua, Durango, Guadalajara, Hermosillo, Mazatlán, Thành phố Mexico, Monterrey)
- ALMA de Mexico (Chihuahua, Ciudad Juárez, Guadalajara, Toluca)
- Mexicana
  - Click Mexicana (Thành phố Mexico)

### Các tuyến quốc tế
- American Airlines
  - American Eagle (Dallas/Fort Worth)
- Continental Airlines
  - Continental Express cung cấp bởi ExpressJet Airlines (Houston-Intercontinental)
- Delta Air Lines
  - Delta Connection cung cấp bởi ExpressJet Airlines (Los Angeles) [ngưng ngày 15 tháng 8 năm 2008]